# Cieurac
Cieurac (okzitanisch: Siurac) ist eine französische Gemeinde im Département Lot in der Region Okzitanien (vor 2016: Midi-Pyrénées). Die 647 Einwohner (Stand: 1. Januar 2022) zählende Gemeinde gehört zum Arrondissement Cahors und zum Kanton Cahors-3.

## Geografie
Cieurac liegt etwa 13 Kilometer südsüdöstlich vom Stadtzentrum von Cahors am südwestlichen Rand des Zentralmassivs und dem westlichen Rand der Cevennen. Umgeben wird Cieurac von den Nachbargemeinden Flaujac-Poujols im Norden, Laburgade im Nordosten, Lalbenque im Osten und Südosten, Fontanès im Süden, Lhospitalet im Südwesten sowie Le Montat im Westen.
Die Gemeinde liegt an der Via Podiensis, einer Variante des Jakobswegs. Durch sie führt die Autoroute A20. Im Gemeindegebiet liegt auch der Flugplatz Cahors-Lalbenque.

## Bevölkerungsentwicklung
| 1962                       | 1968 | 1975 | 1982 | 1990 | 1999 | 2006 | 2018 |
| -------------------------- | ---- | ---- | ---- | ---- | ---- | ---- | ---- |
| 233                        | 212  | 229  | 279  | 264  | 287  | 402  | 569  |
| Quellen: Cassini und INSEE |      |      |      |      |      |      |      |

## Sehenswürdigkeiten
- Kirche Saint-Pierre-ès-Liens
- Schloss Cieurac, Monument historique
- Schloss Pauliac
- Schloss und Domäne Haute-Serre
- Windmühle von Cieurac, Monument historique

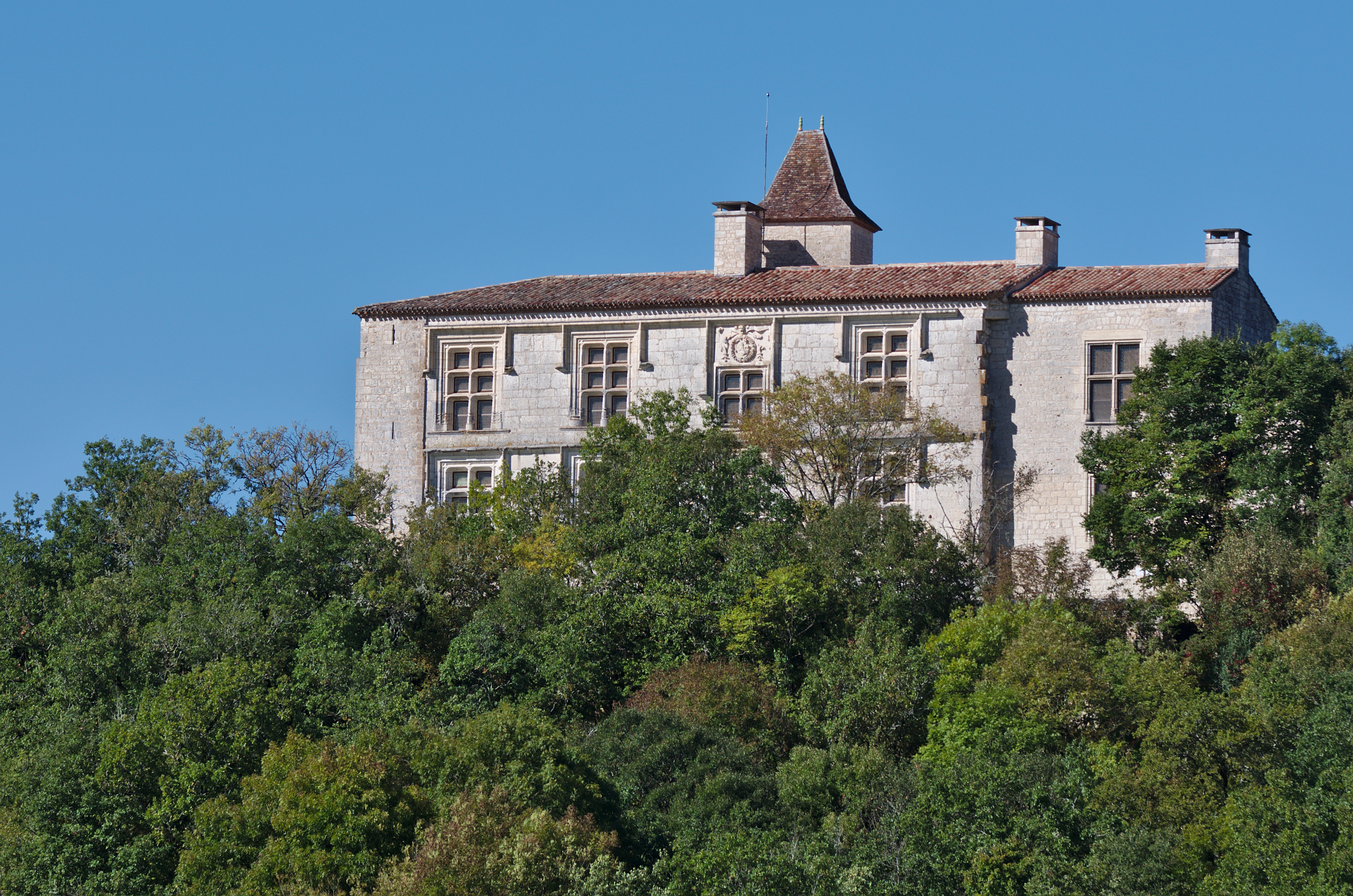
Schloss Cieurac
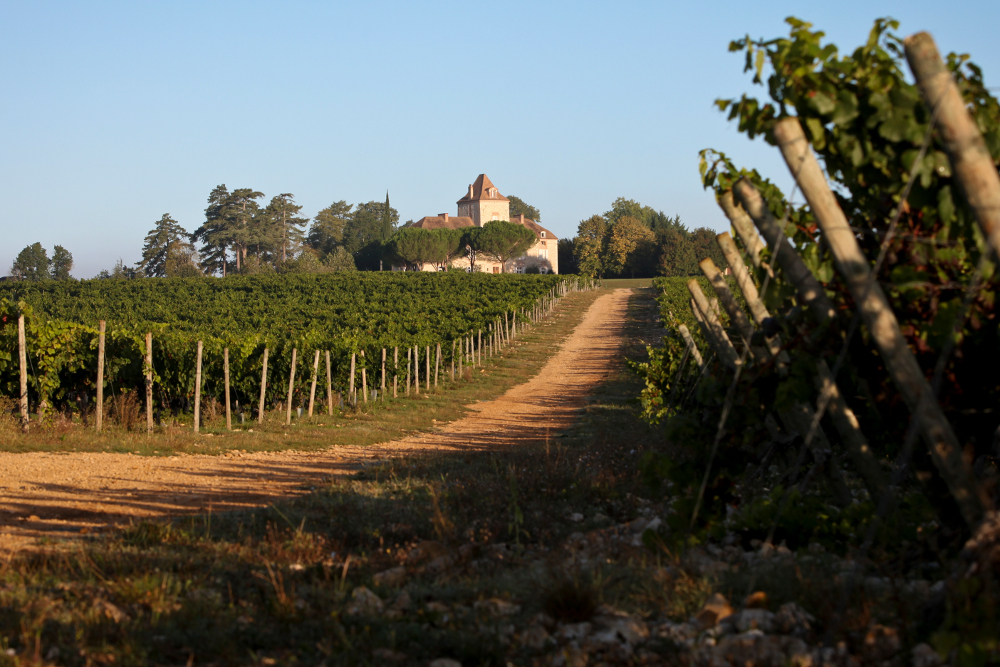
Schloss und Domäne Haute-Serre
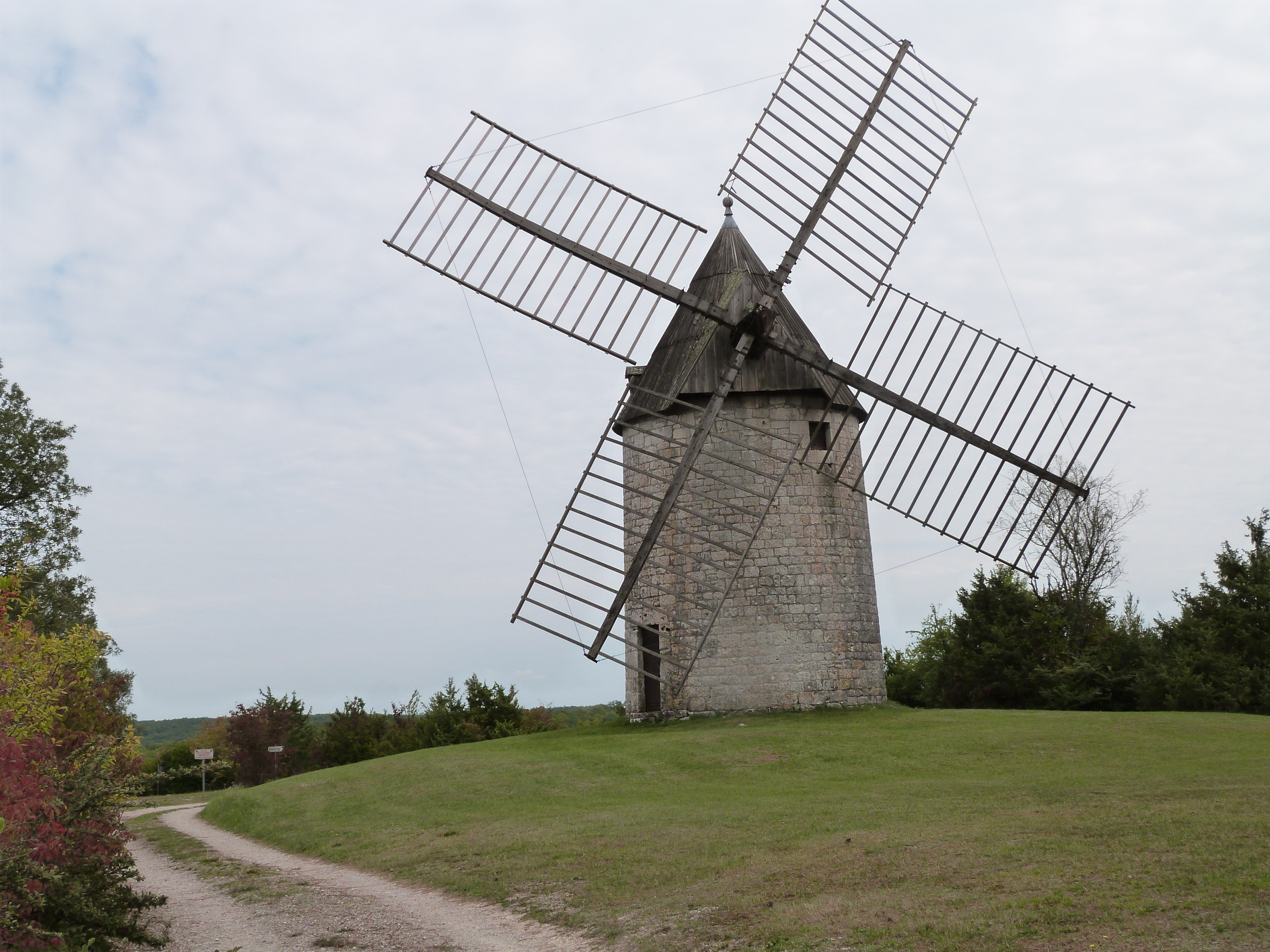
Windmühle von Cieurac

## Persönlichkeiten
- Arria Ly (1881–1934), Feministin und Journalistin